# The Jungle (film)
The Jungle  (1952) (cunoscut și sub denumirea Kaadu) este un film indiano-american științifico-fantastic  regizat de William Berke; cu Rod Cameron, Cesar Romero și Marie Windsor în rolurile principale. Scenariul este scris de Orville H. Hampton și Carroll Young.

## Povestea
Un mare vânător alb și o prințesă indiană străbat o junglă indiană pentru a investiga o serie de animale sălbatice marcate care au provocat moartea mai multor oameni. În călătoria lor, ei descoperă o turmă de mamuți preistorici care sunt responsabili pentru teroarea provocată în rândul oamenilor!